# Jacques Laperrière
Joseph Jacques Hughes Laperrière, född 22 november 1941, är en kanadensisk före detta professionell ishockeyback som tillbringade tolv säsonger i den nordamerikanska ishockeyligan National Hockey League (NHL), där han spelade för Montreal Canadiens. Han producerade 282 poäng (40 mål och 242 assists) samt drog på sig 679 utvisningsminuter på 692 grundspelsmatcher. Han spelade också för Canadien junior de Montréal i OHA-Jr.
Laperrière blev årets rookie när han vann Calder Memorial Trophy för säsongen 1963–1964. Han utsågs också till NHL:s bästa back när han fick motta James Norris Memorial Trophy för säsongen 1965–1966. Under sin spelarkarriär vann han även Stanley Cup för säsongerna 1964–1965, 1965–1966, 1967–1968, 1968–1969, 1970–1971 och 1972–1973.
Efter sin aktiva spelarkarriär har han varit tränare för Club de hockey junior de Montréal (LHJMQ) samt assisterande tränare för Montreal Canadiens, Boston Bruins, New York Islanders och New Jersey Devils. Under sin tid som assisterande tränare för Canadiens vann han Stanley Cup för säsongerna 1985–1986 och 1992–1993. År 1987 blev Laperrière invald i Hockey Hall of Fame.
Han är far till Daniel Laperrière, som själv spelade i NHL mellan 1992 och 1996.

## Statistik
| 1958–1959  | Hull-Ottawa Canadiens       | EOHL       | 1   | 1  | 1   | 2   | 2   | 2  | 0 | 0  | 0  | 0   |
| 1959–1960  | Hull-Ottawa Canadiens       | EPHL       | 5   | 0  | 2   | 2   | 0   | —  | — | —  | —  | —   |
| 1960–1961  | Hull-Ottawa Canadiens       | EPHL       | 5   | 0  | 0   | 0   | 2   | 3  | 0 | 2  | 2  | 4   |
| 1961–1962  | Canadien junior de Montréal | OHA-Jr.    | 48  | 20 | 37  | 57  | 98  | 6  | 0 | 1  | 1  | 11  |
|            | Hull-Ottawa Canadiens       | EPHL       | 1   | 0  | 0   | 0   | 4   | 7  | 1 | 4  | 5  | 6   |
| 1962–1963  | Montreal Canadiens          | NHL        | 6   | 0  | 2   | 2   | 2   | 5  | 0 | 1  | 1  | 4   |
|            | Hull-Ottawa Canadiens       | EPHL       | 40  | 8  | 19  | 27  | 51  | 2  | 0 | 0  | 0  | 0   |
| 1963–1964  | Montreal Canadiens          | NHL        | 65  | 2  | 28  | 30  | 102 | 7  | 1 | 1  | 2  | 8   |
| 1964–1965  | Montreal Canadiens          | NHL        | 67  | 5  | 22  | 27  | 92  | 6  | 1 | 1  | 2  | 16  |
| 1965–1966  | Montreal Canadiens          | NHL        | 57  | 6  | 25  | 31  | 85  | —  | — | —  | —  | —   |
| 1966–1967  | Montreal Canadiens          | NHL        | 61  | 0  | 20  | 20  | 48  | 9  | 0 | 1  | 1  | 9   |
| 1967–1968  | Montreal Canadiens          | NHL        | 72  | 4  | 21  | 25  | 84  | 13 | 1 | 3  | 4  | 20  |
| 1968–1969  | Montreal Canadiens          | NHL        | 69  | 5  | 26  | 31  | 45  | 14 | 1 | 3  | 4  | 28  |
| 1969–1970  | Montreal Canadiens          | NHL        | 73  | 6  | 31  | 37  | 98  | —  | — | —  | —  | —   |
| 1970–1971  | Montreal Canadiens          | NHL        | 49  | 0  | 16  | 16  | 20  | 20 | 4 | 9  | 13 | 12  |
| 1971–1972  | Montreal Canadiens          | NHL        | 73  | 3  | 25  | 28  | 50  | 4  | 0 | 0  | 0  | 2   |
| 1972–1973  | Montreal Canadiens          | NHL        | 57  | 7  | 16  | 23  | 34  | 10 | 1 | 3  | 4  | 2   |
| 1973–1974  | Montreal Canadiens          | NHL        | 42  | 2  | 10  | 12  | 14  | —  | — | —  | —  | —   |
| NHL totalt | NHL totalt                  | NHL totalt | 691 | 40 | 242 | 282 | 674 | 88 | 9 | 22 | 31 | 101 |